# Symphonie no 2 de Pärt
Pour les articles homonymes, voir Symphonie no 2.
La Symphonie no 2 est une œuvre pour orchestre écrite par Arvo Pärt, compositeur estonien associé au mouvement de musique minimaliste.

## Historique
Cette deuxième symphonie du compositeur a été composée en 1966 et exécutée en public, pour la première fois, l'année suivante à Tallinn.

## Structure
En trois mouvements.

## Discographie
Discographie non exhaustive.
- Sur le disque Early Works, par l'Orchestre symphonique de Bamberg dirigé par Neeme Järvi, chez BIS Records (1989).
- Sur le disque Collage par l'Orchestre Philharmonia dirigé par Neeme Järvi, chez Chandos (1993).
- Sur le disque Pro et Contra, par l'Orchestre symphonique national estonien dirigé par Paavo Järvi, chez Virgin Classics (2004).